# Fehér csillagfürt
A fehér csillagfürt (Lupinus albus) a pillangósvirágúak családjába tartozó kultúrnövény, amelyet állatok takarmányozására és zöldtrágyázásra termelnek. Régebbi változatainak magvai mérgezőek. 

## Megjelenése
A fehér csillagfürt 30-120 cm magas, lágyszárú, egyéves növény. Karógyökere 50-70 cm mélyre hatol a talajban. A többi pillangóshoz hasonlóan gyökerein nitrogénmegkötő baktériumok élnek. Szára felálló, dúsan elágazó, felülete selymesen szőrös. Váltakozó állású levelei ujjasan összetettek, 5-9 levélkéből állnak, amelyek 2-6 cm hosszúak és 0,5-2 cm szélesek. A levelek színe csupasz, alsó oldala szőrös. 
Május-júniusban virágzik. Virágzata 3-30 cm hosszú, szárvégi, sokvirágú fürt. A rövid kocsányon ülő virágok fehérek vagy lilásfehérek, 15-18 mm magasak és 8*-12 mm szélesek. 
Termése 9-15 cm hosszú, 1-2 cm széles, megnyúlt, sárga hüvely, amely 3-6 magot tartalmaz. A magok nagyok (7-16 mm hosszú, 6-12 mm széles, 2-5,5 mm vastag), simák, laposak, lekerekített négyszög alakúak. Színük fehéres vagy halványbarna, néha sötétebb barnával tarkítva. Ezermagtömege 280-360 g. Magvai éretten nem peregnek ki.

## Elterjedése és élőhelye
Mediterrán eredetű faj, vadon Délkelet-Európában, (Dél-Olaszország, Dél-Balkán, a Földközi-tenger szigetei), Anatóliában, a Közel-Keleten és Észak-Afrikában élt. Először valószínűleg az ókori egyiptomiak termesztették, majd Görögországban háziasították; legalábbis itt található ma a legtöbb változata. Ma Európában, Észak-Amerikában, Nyugat-Ázsiában, Észak-Afrikában és Ausztráliában termesztik. Édes magvú változatai csak az 1930-as években jelentek meg.  
A közepes vagy jó vízellátottságú, tápanyagokban közepesen gazdag, enyhén savanyú vagy semleges kémhatású (pH 4,5-6,5) talaj a legkedvezőbb számára, de jól bírja a sovány, homokos talajt is. Melegkedvelő, de a kora tavaszi fagyokat tolerálja.  

## Jelentősége
A fehér csillagfürt viszonylag ritkán vetett (Magyarországon régebben a csillagfürtöket 10 ezer hektáron is termesztették, de területe mára erősen lecsökkent) szántóföldi kultúrnövény, amelyet elsősorban takarmányozásra (zöldtakarmányként, silózva vagy szemes takarmányként) vagy zöldtrágyaként hasznosítanak. A szója alternatívájaként használható magvainak fehérjetartalma eléri a 34-42%-ot. Nitrogénfixációjának köszönhetően a vetésforgóba jól beilleszthető, megfelel előveteménynek, és másodnövényként is termeszthető. Keserű- és édesmagvú változatai ismertek, előbbiek mérgezőek és takarmányozásra nem alkalmasak. 
A Földközi-tenger térségében a szegényebb lakosság is fogyasztotta a magokat, amelyek mérgező alkaloidtartalmát előzőleg napokig tartó áztatással eltávolították.  

## Toxicitása
Magvai 0,03-2,5% mennyiségben tartalmaznak mérgező lupinidin, allolupinin, lupanin alkaloidokat és vernin glikoalkaloidot. A csillagfürtmégezés (lupinózis) tünetei: kitágult pupillák, zavarodottság, dezorientáltság, szédülés, akadozó beszéd, kipirult arc/láz, szapora szívverés, magas vérnyomás, égő, kiszáradt száj, gyomorfájdalom. 
A takarmányként használt magvakon elszaporodhat a Diaporthe toxica gombafaj, melynek toxinjai gyomor- és bélgyulladást, zsíros májelfajulást, majd akut májsorvadást, parenchimatikus vesegyulladást okoznak az állatokon.

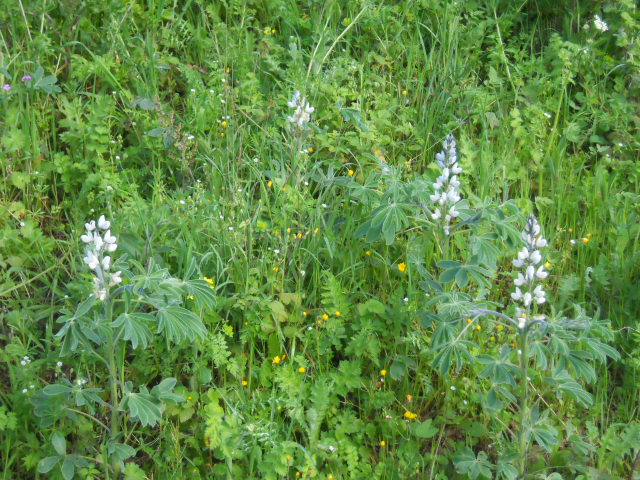
Vadon növő fehér csillagfürt
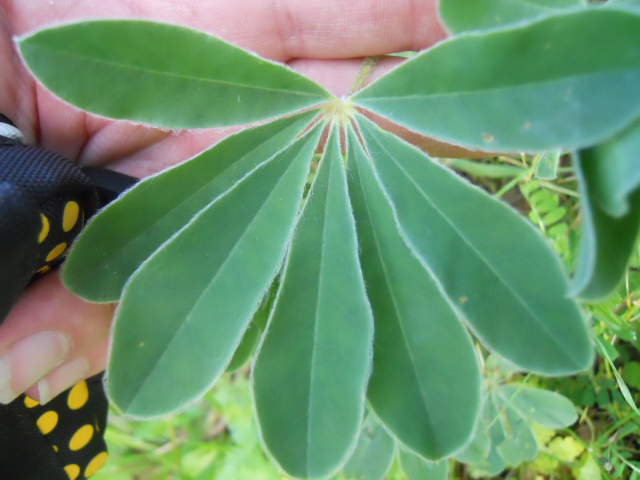
Levele
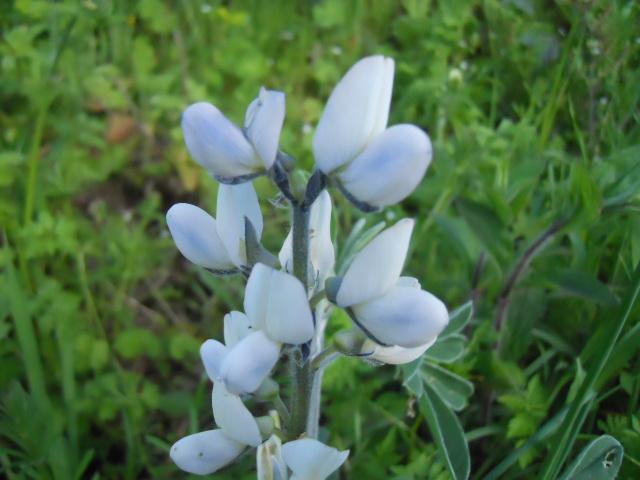
Virága
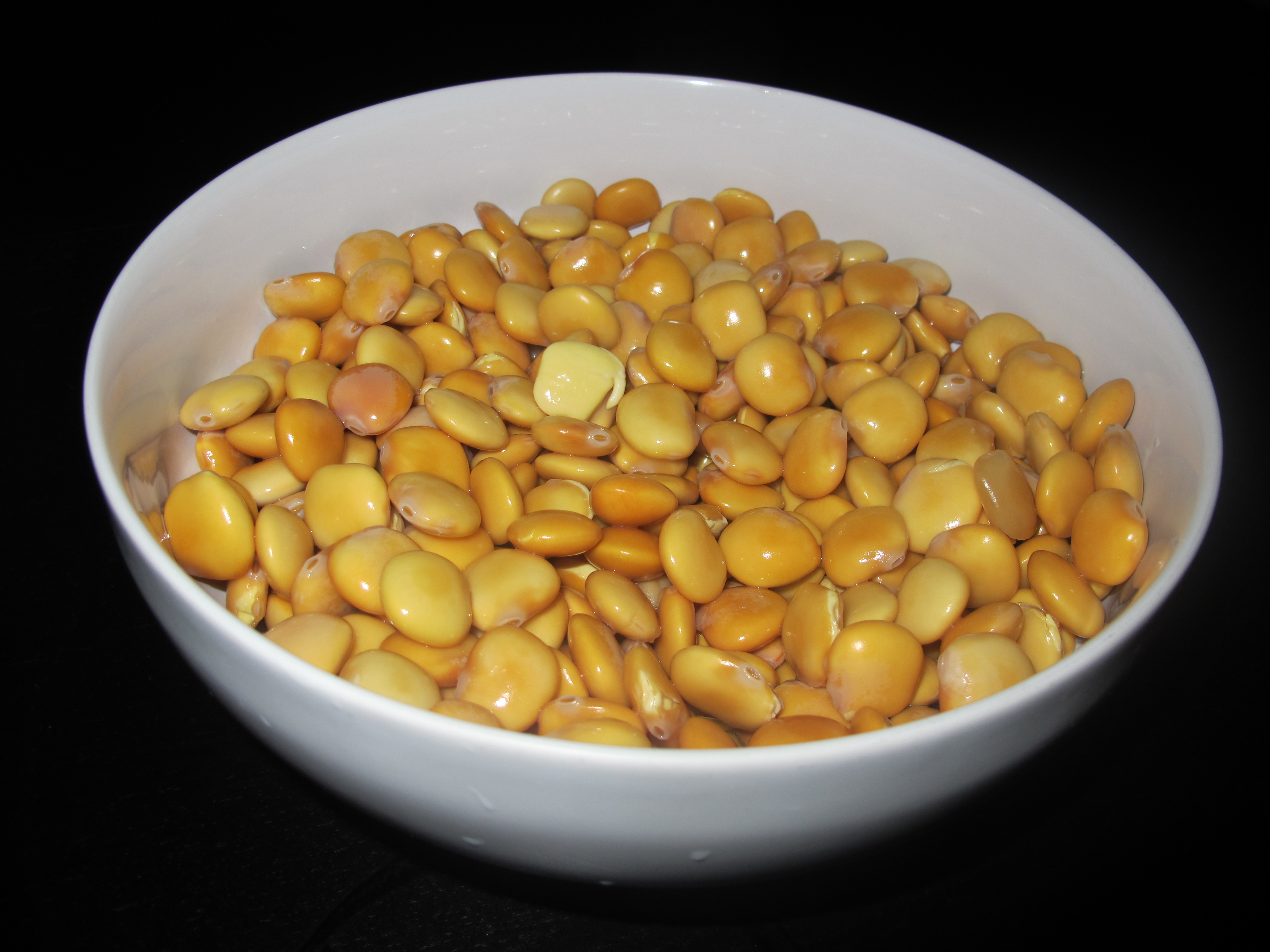
Magvai
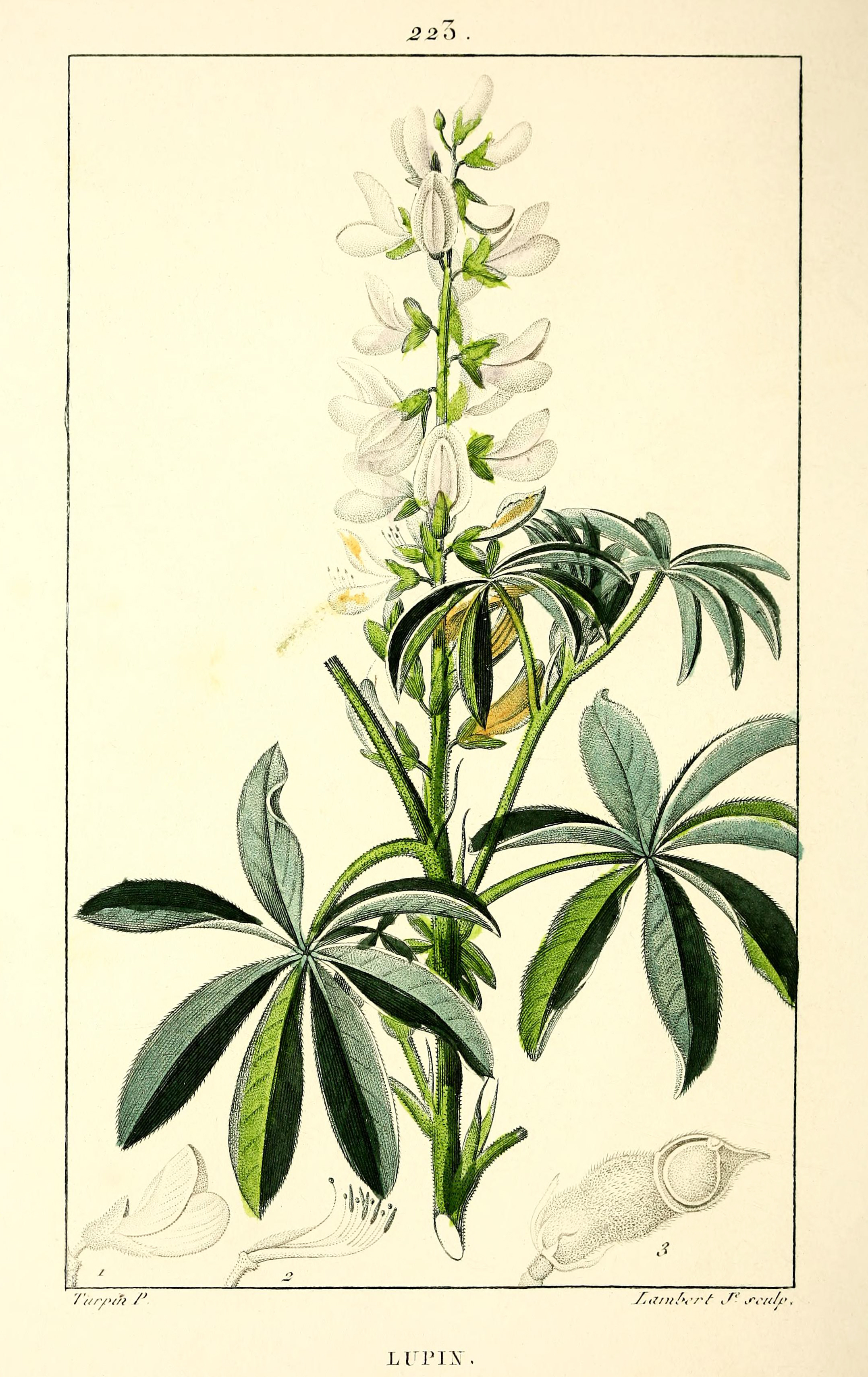
Ábrázolása 1834-ből
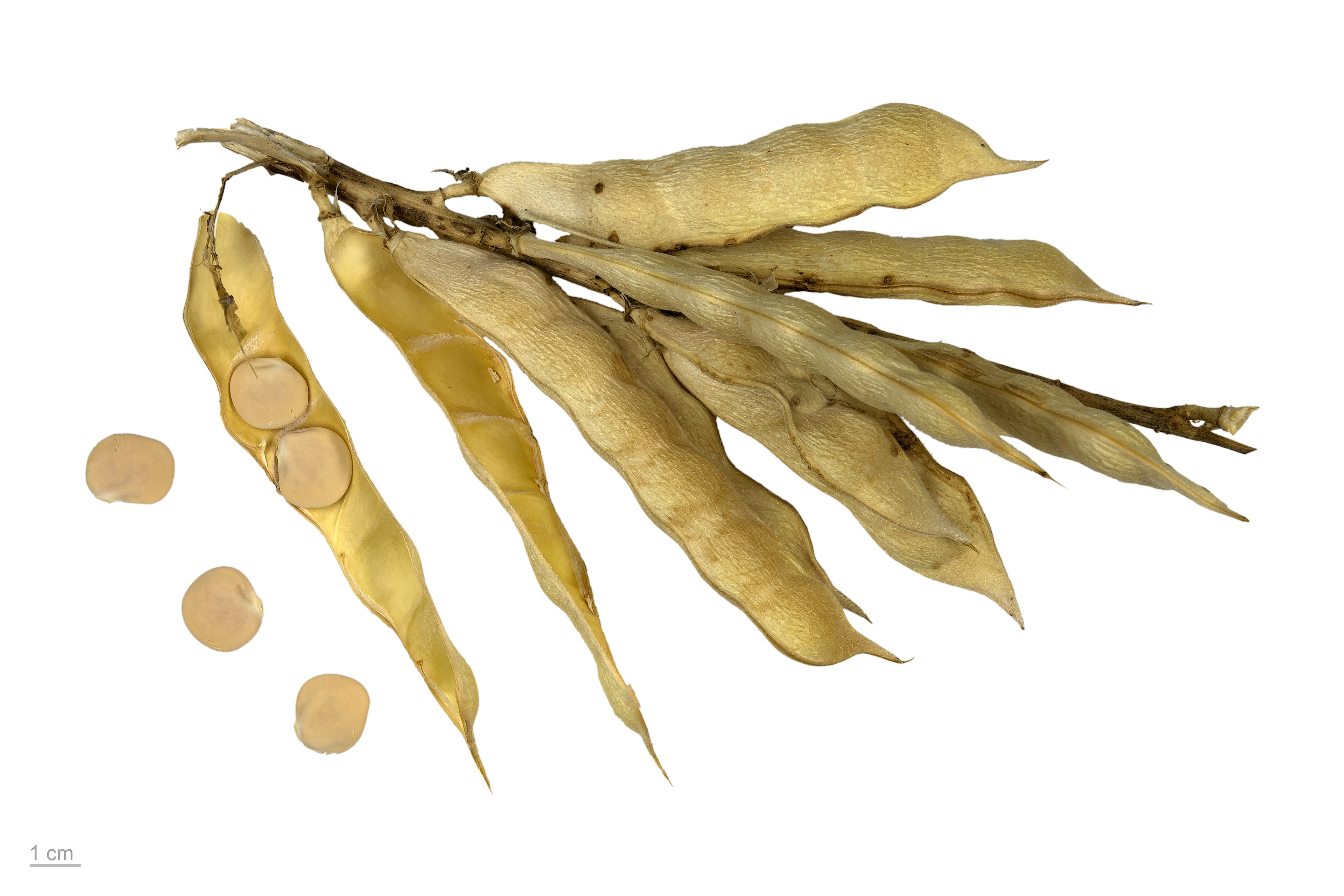
Lupinus albus